# Selektiver Mutismus
Selektiver Mutismus (auch: elektiver Mutismus; englisch selective: „auswählend, punktuell“, elective: „wahlweise“, lateinisch mutus: „stumm“) bezeichnet in der Kinder- und Jugendpsychiatrie eine emotional bedingte psychische Störung, bei der die sprachliche Kommunikation stark beeinträchtigt ist. Selektiver Mutismus ist durch selektives Sprechen mit bestimmten Personen oder in definierten Situationen gekennzeichnet. Im Unterschied zum totalen Mutismus ist die Verstummung nicht vollständig.
Artikulation, Sprachverständnis und -ausdruck der Betroffenen liegen hingegen in der Regel im Normbereich, allenfalls sind sie leicht entwicklungsverzögert.
Nach heutigem Erkenntnisstand erscheint die Begrifflichkeit des „selektiven Mutismus“ als passendere Beschreibung, da das Verstummen keinesfalls frei gewählt wird und damit also nicht im Wortsinne „elektiv“ ist.

## Beschreibung
Selektiver Mutismus ist keine Sprachstörung im herkömmlichen Sinne, sondern ein zeitlich begrenzter, angstbedingter Sprechabbruch in bestimmten sozialen Situationen oder in Anwesenheit unbewusst ausgewählter Personen. Dies kann so weit führen, dass betroffene Kinder ausschließlich mit bestimmten Personen, meist aus dem engeren familiären Umkreis, sprechen.
Da das Kind trotz eigentlich intakten Sprachvermögens nicht mehr in der Lage ist, sich lautsprachlich mitzuteilen, wird Mutismus zu den „sekundären Sprachstörungen“ gezählt.

## Wechselseitige Auswirkungen
Das Schweigen bedeutet eine große Belastung für alle Betroffenen und Kontaktpersonen. Die betroffenen Kinder und Jugendlichen geraten schnell ins Abseits und können zu Außenseitern werden.
Da Betroffene nicht generell sprachlos sind, fühlen sich Kommunikationspartner, die auf das selektive Schweigen stoßen, oft provoziert und hilflos, reagieren enttäuscht oder verärgert.
Im Rahmen der Schule entsteht für Lehrer schnell ein Widerspruch zwischen erwünschten pädagogischen Haltungen wie Akzeptanz und Geduld und den institutionell begründeten Ansprüchen wie zeitgerechte Stoffvermittlung und Leistungsbeurteilung. Fehleinschätzungen der wirklichen schulischen Leistungsfähigkeit sind häufig.

## Auftreten und Verlauf
Bei einer sehr engen Definition des selektiven Mutismus kann von einer Rate von 0,8 % bei Kindern zwischen fünf und neun Jahren ausgegangen werden. Andere Autoren sprechen von bis zu 1 bis 2 % der Gesamtpopulation. Obwohl einer kleinen Untersuchung zufolge die typische Geschlechterverteilung immer wieder mit 2:1 für Mädchen zu Jungen angegeben wird, gilt der selektive Mutismus allgemein als einzige „Sprachstörung“, bei der Mädchen ebenso häufig betroffen sind wie Jungen. Es gibt Hinweise darauf, dass mehrsprachige Personen häufiger betroffen sind.
Beim selektiven Mutismus handelt es sich um eine relativ hartnäckige Störung, deren Dauer sich oft bis ins späte Schulalter, teilweise auch bis ins Erwachsenenalter, zieht. Obwohl das Schweigen offensichtlich auch ohne Therapie überwindbar ist, weitet sich die Gefahr für eine Beschädigung des Selbstkonzepts und sprachlicher Inkompetenzgefühle ohne eine Therapie aus.
Circa 30 bis 50 % der mutistischen Kinder und Jugendlichen zeigen in einem Katamneseintervall von 5 bis 10 Jahren ein normales Sprechverhalten und eine vergleichsweise gute psychosoziale Anpassung. Die übrigen Betroffenen weisen ein deutlich verbessertes, aber weiter gestörtes Sprechverhalten auf, das sich durch Sprechscheu, Rückzugstendenzen und Angst vor sozialen Kontakten auszeichnet.

## Diagnose
Die Diagnostik kann die Exploration der Eltern zu Symptomen und Details des Kommunikationsverhaltens sowie die Befragung von Lehrern und Erziehern, aber auch eine Verhaltensbeobachtung des Kindes und eine körperlich-neurologische Untersuchung beinhalten.

### ICD-10
In der ICD-10 der Weltgesundheitsorganisation wird der selektive Mutismus als deutlich emotional bedingte Selektivität des Sprechens beschrieben, in dem das Kind in bestimmten Situationen spricht und in anderen, genau definierten Situationen, wiederum nicht. Dabei können beim Kind üblicherweise auch bestimmte Persönlichkeitsmerkmale wie Sozialangst, Rückzug, besondere Empfindsamkeit oder Widerstand gefunden werden.
Leitsymptome nach ICD-10:
- Selektivität des Sprechens: In einigen sozialen Situationen spricht das Kind fließend, in anderen sozialen Situationen bleibt es jedoch stumm oder fast stumm
- Konsistenz bezüglich der sozialen Situationen, in denen gesprochen bzw. nicht gesprochen wird
- Häufiges Einsetzen nonverbaler Kommunikation (Mimik, Gestik, schriftliche Aufzeichnungen) durch das Kind
- Dauer der Störung über mindestens einen Monat
- Altersentsprechende Kompetenz im sprachlichen Ausdruck der situationsabhängigen Sprache

### DSM-IV
Leitsymptome nach DSM-IV:
- Andauernde Unfähigkeit, in bestimmten Situationen zu sprechen, wobei in anderen Situationen wiederum normale Sprechfähigkeit besteht
- Die Störung behindert die schulischen oder beruflichen Leistungen oder die soziale Kommunikation
- Die Störung dauert mindestens einen Monat (und ist nicht auf den ersten Monat nach Schulbeginn beschränkt)
- Die Unfähigkeit zu sprechen ist nicht durch fehlende Kenntnisse der gesprochenen Sprache bedingt oder dadurch, dass der Betroffene sich in dieser Sprache nicht wohl fühlt

Zu diesen Symptomen beschreibt das DSM-IV weiter Merkmale und Störungen, die häufig zusätzlich zum selektiven Mutismus bestehen. Hier werden Symptome wie Ängstlichkeit, zwanghafte Verhaltensweisen, kontrollierende und oppositionelle Verhaltensweisen, aber auch geistige Behinderung, Hospitalisierung sowie extreme psychosoziale Belastungsfaktoren genannt.

### Differentialdiagnose
Der selektive Mutismus muss bei seiner Diagnose von anderen Krankheitsbildern abgegrenzt werden, die in ihrer Phänomenologie des dauerhaften Schweigens eine gewisse Ähnlichkeit haben.
So kann das sprechängstliche Schweigen in bestimmten Publikumssituationen als bewusst eingesetzte Vermeidungsstrategie zumindest im Nachhinein bewusst gemacht und versprachlicht werden. Mutismus ist dagegen kein bewusster, willentlicher Akt; auch ein selbstreflexives Denken über die Sinnhaftigkeit dieses Verhaltens ist beim selektiven Mutismus nicht möglich.
Als selektiver Mutismus gilt weiterhin nicht das zögerliche Sprechen scheuer Kinder gegenüber Unbekannten, das Verstummen aus Trotz oder als Trauerreaktion, das Stummbleiben aufgrund geringer Sprachkenntnisse, das Verstummen autistischer Kinder oder das Stummsein bei tiefgreifenden Persönlichkeitsstörungen und das Schweigen infolge organisch bedingter Sprech- und Sprachstörungen. Die Störung darf auch nicht besser durch eine Kommunikationsstörung erklärt werden können und nicht ausschließlich im Verlauf einer tiefgreifenden Entwicklungsstörung, Schizophrenie oder einer anderen psychotischen Störung auftreten.

## Komorbidität
Eine besonders häufige Begleiterkrankung findet sich mit der sozialen Phobie. In 97 % der Fälle findet sich diese Angststörung oder Vermeidungsverhalten.
Weitere Begleiterkrankungen sind:
- Störung des Sozialverhaltens mit oppositionellem Verhalten (F91.3; hier fordert eine passiv-aggressive Grundhaltung evtl. ein anderes therapeutisches Vorgehen)
- Phobische Störungen (F40)
- Sonstige Angststörungen (F41)
- Reaktionen auf schwere Belastungen und Anpassungsstörungen (F43)
- Depressive Symptomatik (F3)
- Regulationsstörung von Schlaf, Essen, Ausscheidungsfunktion[1]

## Therapie
Übereinstimmend wird heute ein mehrdimensional angelegter Therapieansatz empfohlen, d. h., er sollte verschiedene Behandlungselemente umfassen. Neben der individuellen Behandlung sollte auch die Umgebung einbezogen werden. Psychoanalytisch orientierte Therapieformen und verhaltenstherapeutische Konzepte stehen bei der Behandlung des Mutismus im Vordergrund, da in den meisten Fällen eine neurotische Ursache angenommen wird oder der Mutismus im Laufe der Zeit zu angelernten Verhaltensmustern geführt hat.
Verhaltenstherapeutisch lassen sich im Vergleich zum psychoanalytischen Vorgehen relativ schnelle Erfolge erzielen. Das Ziel ist dabei, eine angstfreie Situation ohne Zwang zum Sprechen zu schaffen, um dann in kleinen Schritten verbale Kommunikation aufzubauen. Diese kleinen Schritte werden zur Verhinderung eines möglichen Rückfalls in die Angstvermeidung angeraten. In der psychotherapeutischen Behandlung wird unter anderem auf eine Reduzierung der Ursachenfaktoren gedrängt, weiter die Persönlichkeitsentwicklung zu fördern und Kommunikationsstörungen zu vermindern versucht. Die sprachheilpädagogische Behandlung versucht, die allgemeine Freude am Sprechen zu fördern und die Funktion der Sprache als hilfreiches kommunikatives Instrument in den Vordergrund zu stellen. In der medizinisch-psychiatrischen Behandlung wird häufig versucht mit Hilfe einer medikamentösen Therapie die Symptome positiv zu beeinflussen.

## Erforschung
Der Internist und Gastroenterologe Adolf Kußmaul beschrieb 1877 das Störungsbild bei Kindern als Aphasia voluntaria.
Anhand von drei Patienten interpretierte er das Ausbleiben verbaler Fähigkeiten (deskriptive Sprachfähigkeiten, Nachsprechen von Worten, Reaktion auf Fragen) bei vollfunktionalen Sprechorganen als willentliche Entscheidung gegen die Kommunikationsaufnahme. Aus dieser Interpretation entwickelte sich der Terminus „elektiver Mutismus“, welcher 1934 im Zuge der Veröffentlichung der Forschungsarbeiten von Moritz Tramer eingeführt wurde.

## Mediale Rezeption
In der Fernsehserie The Big Bang Theory ist der Physiker Raj Koothrappali bis zur sechsten Staffel von selektivem Mutismus betroffen und kann nicht mit Frauen sprechen.